# Верхнє Кляшево
Верхнє Кля́шево (рос. Верхнее Кляшево, чув. Тури Кĕлешкасси) — присілок у складі Ібресинського району Чувашії, Росія. Входить до складу Чувасько-Тім'яського сільського поселення.
Населення — 247 осіб (2010; 303 у 2002).
Національний склад:
- чуваші — 98 %